# Solva basalis
Solva basalis är en tvåvingeart som beskrevs av Frey 1960. Solva basalis ingår i släktet Solva och familjen lövträdsflugor.
Artens utbredningsområde är Myanmar. Inga underarter finns listade i Catalogue of Life.